# Бахметовка (Минский район)
Бахметовка (бел. Бахме́таўка) — деревня в Минском районе Минской области Республики Беларусь. В составе Шершунского сельсовета.

## География
Расположена между населёнными пунктами д. Курганы и аг. Шершуны.
Пролегает дорога Н8965.

### Гидрография
Недалеко протекает река Удра.

## История
В 1905 году в Радошковской волости Вилейского уезда Виленской губернии.

## Население

### Численность
- 2012 год — 110 человек

### Динамика
- 1999 год — 95 человек (перепись населения)
- 2009 год — 86 человек (перепись населения)[2]
- 2012 год — 110 человек

## Достопримечательность
Неподалёку, в 300 метрах на юг от родника, располагался фольварок Бахметовка, в конце XIX века принадлежащий Любенцовой. Одноимённая деревня Бахметовка находится между населёнными пунктами Курганы и Шершуны. А на месте фольварка, а затем посёлка осталась только поляна среди леса.
Родник расположен в 2 километрах на запад от деревни Курганы, в 10 метрах от левого берега старицы реки Удра.